# Козелњик
Козелњик (слч. Kozelník) насељено је мјесто са административним статусом сеоске општине (слч. obec) у округу Банска Штјавњица, у Банскобистричком крају, Словачка Република.

## Становништво
| Година:    | 1994. | 2004.   | 2014.    | 2024.   |
| ---------- | ----- | ------- | -------- | ------- |
| Број људи: | 213   | 205     | 177      | 174     |
| Разлика:   |       | -3,75 % | -13,65 % | -1,69 % |

| Година:    | 2023. | 2024.   |
| ---------- | ----- | ------- |
| Број људи: | 167   | 174     |
| Разлика:   |       | +4,19 % |

Према подацима о броју становника из 2011. године насеље је имало 185 становника.